# Arnold & Porter
Arnold & Porter LLP ist eine US-amerikanische Wirtschaftskanzlei mit Sitz in Washington, D.C. Sie berät und vertritt nationale und multinationale Unternehmen, Finanzinstitutionen und Regierungen.

## Geschichte
Gegründet wurde die Firma 1946 von Thurman Arnold und Abe Fortas in Washington, D.C. Die beiden Professoren der Yale University nahmen 1947 Paul A. Porter als namensführenden Partner auf, der von 1944 bis 1946 die Federal Communications Commission leitete. Nachdem Fortas 1965 von Lyndon B. Johnson zum Richter am Obersten Gerichtshof der Vereinigten Staaten ernannt wurde, erhielt das Unternehmen seinen heutigen Namen. Auf nationaler Ebene erreichte die Kanzlei Bekanntheit durch die Wahrnehmung zahlreicher straf- und zivilrechtlicher Fälle vor dem Obersten Gerichtshof. So vertrat die Kanzlei im Fall Gideon v. Wainwright die Interessen des Klägers. Zudem vertrat die Kanzlei die Opfer des Buffalo-Creek-Dammbruchs. In neuerer Zeit trat die Kanzlei auch im Bereich großer Verfahren des Urheberrechts in Erscheinung. Die Anwälte des Londoner Büros traten für die Verlagsgruppe Random House in einem Rechtsstreit um Urheberrechtsverletzungen im Zusammenhang mit dem von Dan Brown veröffentlichten Bestseller Sakrileg auf. Auch an zahlreichen großen Unternehmensübernahmen waren Anwälte der Kanzlei beteiligt. So begleitete die Kanzlei unter anderem die Fluggesellschaft US Airways bei ihrem Zusammenschluss mit America West und betreute im Jahr 2005 den Ausbau des Firmenkonsortiums von AT&T.

## Büros
Mit sieben Büros in den Vereinigten Staaten von Amerika (Denver, Los Angeles, Tysons Corner, New York City, Palo Alto, San Francisco, Washington, D.C.) legt die Kanzlei den Schwerpunkt ihrer Tätigkeit auf den amerikanischen Markt. Seit 1997 wird aber auch ein Büro in London unterhalten. Das Büro in Brüssel ist hauptsächlich für Fragen in Zusammenhang mit Europarecht zuständig.

## Bekannte Mitarbeiter
Bekannte Mitarbeiter der Kanzlei sind, beziehungsweise waren u. a.
- Joseph A. Califano, ehemaliger Gesundheits-, Bildungs- und Wohlfahrtsminister der Vereinigten Staaten.
- Abe Fortas, Mitbegründer der Kanzlei und ehemaliger Richter am Obersten Gerichtshof der Vereinigten Staaten.
- Merrick B. Garland, Richter am United States Court of Appeals for the District of Columbia Circuit.